# Augusto Pettenò
Augusto Pettenò (Venetië, 1 augustus 1907, Jesolo, 17 augustus 1981) was een Italiaan die vocht in de Spaanse Burgeroorlog en in de Tweede Wereldoorlog in Italië als partizaan.

## Levensloop
Pettenò was een arbeider in Venetië en lid van de Italiaanse Communistische Partij. Deze partij werkte ondergronds omwille van de repressie door het fascistisch bewind in Italië in de jaren 1930. 
Hij meldde zich in 1937 aan bij de Internationale Brigades om te vechten in de Spaanse Burgeroorlog; aldus vocht hij tegen de nationalisten van 1937 tot 1939. Pettenò werd gevangen gezet en overgebracht naar een gevangenenkamp in Zuid-Frankrijk. In 1942 werd Pettenò overgedragen aan Italië, meer bepaald aan de fascistische politietroepen op het eiland Ventotene. Hier kwam hij vrij in 1943 na de val van Mussolini. Hij trok naar de Noord-Italiaanse regio Veneto (1943). Pettenò werd partizanenleider bij de Weerstand in de provincie Belluno. Verder in de Tweede Wereldoorlog verlegde Pettenò zijn ondergrondse activiteiten naar Venetië, waar hij vocht als commandant van het Venetië-bataljon en dit binnen de communistische Tollot-brigade (1944).
Na het einde van de oorlog ging Pettenò terug aan het werk als fabrieksarbeider. Hij bleef actief binnen de Communistische Partij alsook in de vereniging van ex-partizanen van Italië.